# Laurent Saint-Martin

Laurent Saint-Martin in der Nationalversammlung (2017)

Laurent Saint-Martin (* 22. Juni 1985 in Toulouse) ist ein französischer Politiker, der seit 2022 an der Spitze von Business France steht.
Saint-Martin vertrat zuvor von 2017 bis 2022 den dritten Wahlkreis des Département Val-de-Marne in der Nationalversammlung. Er ist Mitglied der Partei La République En Marche! (LREM) ist er seit 2021 Mitglied des Regionalrats der Île-de-France. Im Jahr 2022 wurde Saint-Martin zum Leiter von Business France ernannt. Seit Januar 2023 ist er geschäftsführender Direktor von Business France.

## Politische Karriere
Von 2009 bis 2012 war Saint-Martin Mitglied der Parti socialiste. Er war jedoch nicht aktiv an der Politik beteiligt, bevor er 2016 der Partei La République En Marche! beitrat.
Bei den Parlamentswahlen 2017 wurde Saint-Martin in die Nationalversammlung gewählt, in der er den dritten Wahlkreis Val-de-Marne vertrat. Er wurde Nachfolger von Roger-Gérard Schwartzenberg von der Parti radical de gauche. Im Parlament gehörte Saint-Martin dem Finanzausschuss an. Neben seiner Tätigkeit in den Ausschüssen gehörte er der französisch-peruanischen parlamentarischen Freundschaftsgruppe an.
Ende 2018 wurde Saint-Martin angeboten, der Regierung von Premierminister Édouard Philippe beizutreten, er lehnte jedoch einen Posten als Staatssekretär im Ministerium für Wirtschaft und Finanzen unter der Leitung von Bruno Le Maire ab. Im Juni 2019 beauftragte Philippe ihn mit der Reform des nationalen Systems zur Identifizierung, Beschlagnahme und Einziehung von kriminellen Vermögenswerten. Ab 2020 war Saint-Martin als Nachfolger von Joël Giraud federführender Berichterstatter des Parlaments für den Jahreshaushalt Frankreichs.
Innerhalb seiner Partei wurde Saint-Martin 2019 Mitglied des Exekutivausschusses. In dieser Funktion wurde er neben Guillaume Chiche mit der politischen Planung der Partei betraut.
Anfang 2021 wurde Saint-Martin zum Spitzenkandidaten der Kampagne La République En Marche! in der Île-de-France bei den Regionalwahlen in diesem Jahr und zum möglichen Nachfolger von Valérie Pécresse als Präsident des Regionalrats der Île-de-France. Mit nur 9,62 Prozent der Stimmen verlor er schließlich gegen Pécresse, wurde aber als Regionalrat gewählt.
Bei den Parlamentswahlen 2022 kandidierte Saint-Martin für die Wiederwahl in die Nationalversammlung, verlor jedoch seinen Sitz an Louis Boyard von La France insoumise.
Am 21. September 2024 wurde er zum Minister beim Premierminister für den Staatshaushalt im Kabinett Barnier ernannt.

## Politische Positionen
Im Jahr 2018 war Saint-Martin einer der ersten Unterstützer von Stanislas Guerini, als dieser für das Amt des LREM-Vorsitzenden kandidierte.